# ذلب ملتف
ذلب ملتف (الاسم العلمي:Sansevieria eilensis) هو نوع من النباتات يتبع جنس الذلب من الفصيلة الهليونية.